# 2020년 하계 올림픽 말라위 선수단
2020년 하계 올림픽 말라위 선수단은 2021년 일본 도쿄에서 열린 2020년 하계 올림픽에 참가한 올림픽 말라위 선수단이다.
말라위는 2020년 도쿄 하계 올림픽에 출전했다. 원래 2020년 7월 24일부터 8월 9일까지 열릴 예정이었던 올림픽은 코로나19 범유행으로 인해 2021년 7월 23일부터 8월 8일로 연기되었다. 이는 말라위의 11번째 하계 올림픽 출전이었다. 말라위는 아프리카와 미국이 주도하는 보이콧을 지지했다는 이유로 1976년 몬트리올 하계 올림픽과 1980년 모스크바 하계 올림픽에 참가하지 않았다.

## 출전 선수
| 종목 | 남자 | 여자 | 전체 |
| ---- | ---- | ---- | ---- |
| 양궁 | 1    | 0    | 1    |
| 육상 | 0    | 1    | 1    |
| 유도 | 0    | 1    | 1    |
| 수영 | 1    | 1    | 2    |
| 전체 | 2    | 3    | 5    |

## 같이 보기
- 올림픽 말라위 선수단